# Conjunto Arquitetônico e Paisagístico do Outeiro de Santo Antônio da Barra
O Conjunto Arquitetônico e Paisagístico do Outeiro de Santo Antônio da Barra está localizado em Salvador, município do estado brasileiro da Bahia. É tombado pelo Instituto do Patrimônio Histórico e Artístico Nacional (PHAN).

## Arquitetura
O conjunto arquitetônico engloba o Outeiro de Santo Antônio da Barra, a Igreja de Santo Antônio da Barra e Forte de São Diogo.
A igreja é um exemplar do século XVII, construída em alvenaria de pedra e cal. Apesar da construção compacta e baixa, com retábulos simples, a pintura do forro impressiona. Apresenta duas torres com o topo em formato de pirâmide e revestido por azulejos. Possui uma nave única, na lateral esquerda.